# Bizon pravěký
Bizon pravěký či bizon stepní (Bison priscus) je vyhynulý druh bizona. Žil na rozsáhlém území v Asii, Evropě a Severní Americe v období čtvrtohor. Má se za to, že se vyvinul ve střední Asii a následně se rozšířil do severních oblastí. Vážil přibližně 900 kg, v ramenou byl vysoký okolo 2 metrů, rohy měřily na délku asi půl metru. Jako ostatní bizoni se i on živil trávou a další rostlinnou stravou. Jeho predátory mohly být všechny velké šelmy té doby a různé druhy hominidů (homo heidelbergensis, homo neanderthalensis, homo sapiens). Jeho vymizení se shoduje s vyhynutím mnoha dalších druhů pleistocenní megafauny na začátku holocénu.
Malby bizonů pravěkých jsou součástí výzdoby většiny klasických jeskynních nalezišť pravěkého umění jako jsou jeskyně Altamira, Lascaux a Chauvet. Nechybějí ani hmotné nálezy. V červenci 1979 došlo k senzačnímu objevu velmi zachovalé mumie tohoto tvora severně od Fairbanks (Aljaška). Mumie dostala jméno Blue Babe, neboť měla namodralou barvu způsobenou nerostem vivianitem. Její stáří se odhaduje na 36 000 let. Byla s největší pravděpodobností zabita lvy a částečně sežrána (na mumii se našly stopy zubů a drápů). Pracovníci University of Alaska Museum of the North, kteří nález připravovali k instalaci, ochutnali řádně odleželé maso z krku zvířete – prý bylo tuhé a mělo silné aroma. Další mumie byla nalezena roku 2011 na Sibiři. Její stáří bylo určeno na 9 300 let. Na Aljašce se roku 2012 našel velmi málo porušený exemplář nazvaný Bison Bob.

## Galerie

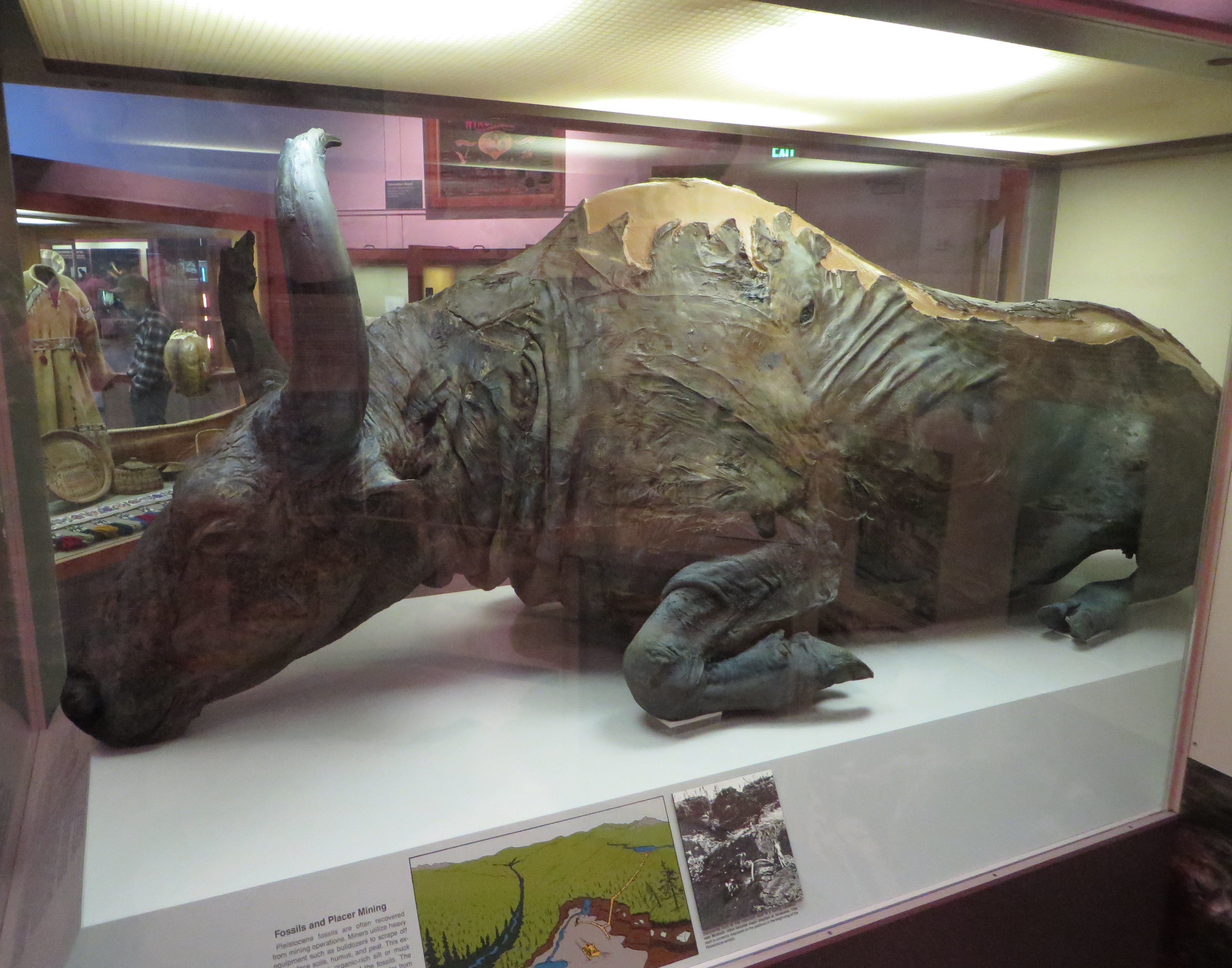
Mumie pravěkého bizona zvaná Blue Babe. Její stáří je odhadováno na 36 000 let.
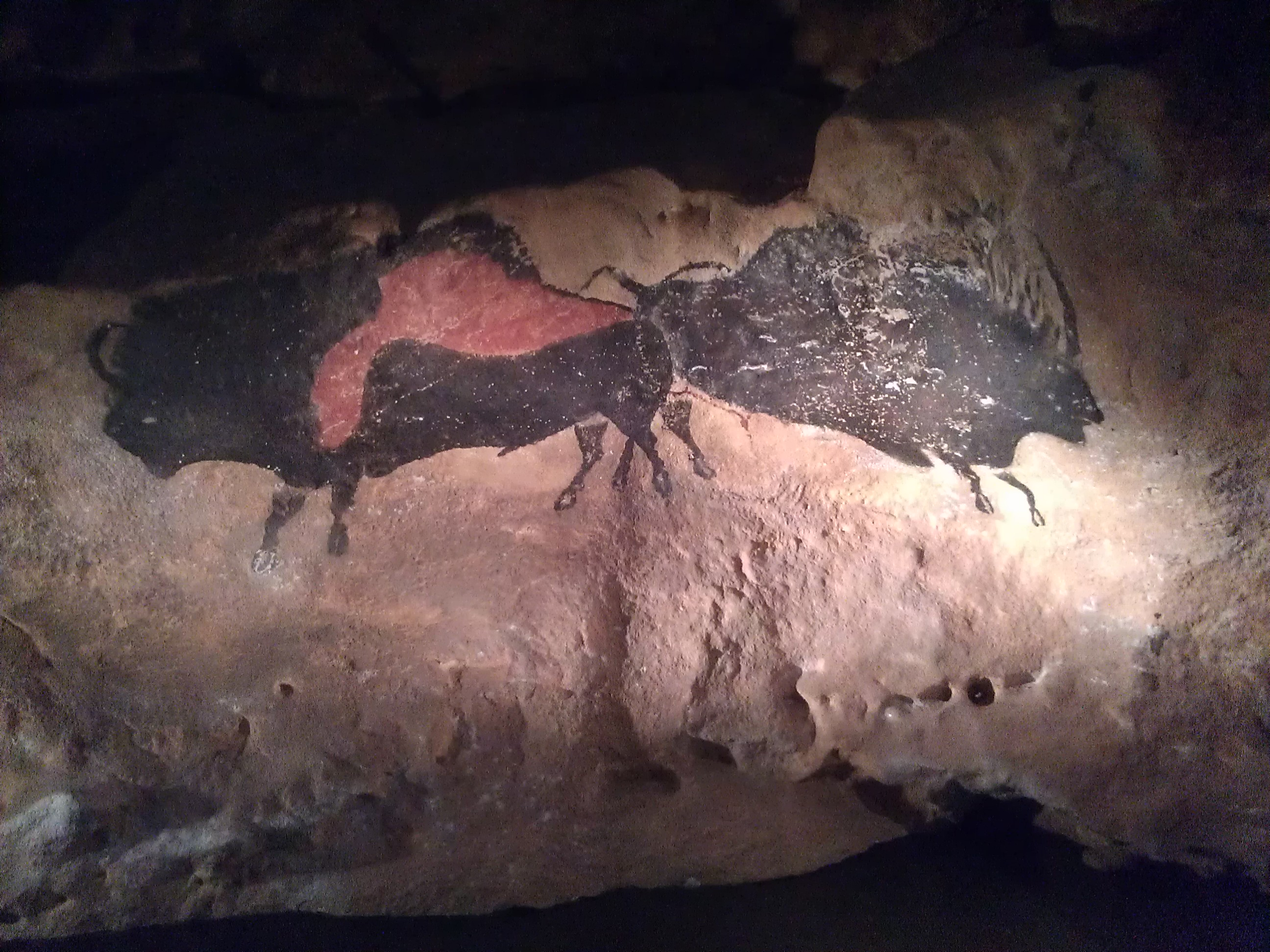
Repliky maleb bizonů z jeskyně Lascaux, stáří cca 16 000 let
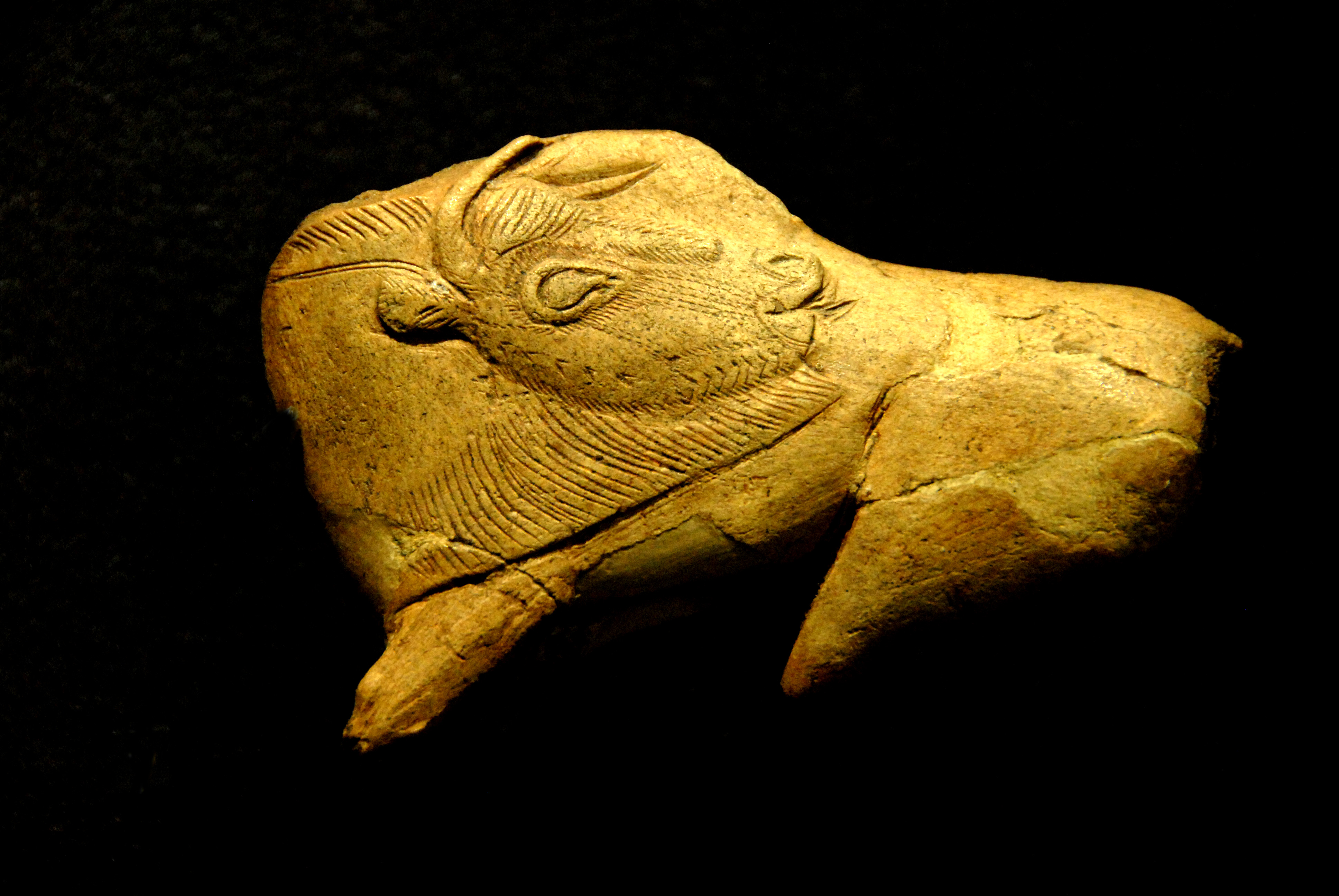
Bizon pravěký si olizuje bok. Vyřezávaná parožina, stáří asi 15 000 let (Abri de la Madeleine, Francie)
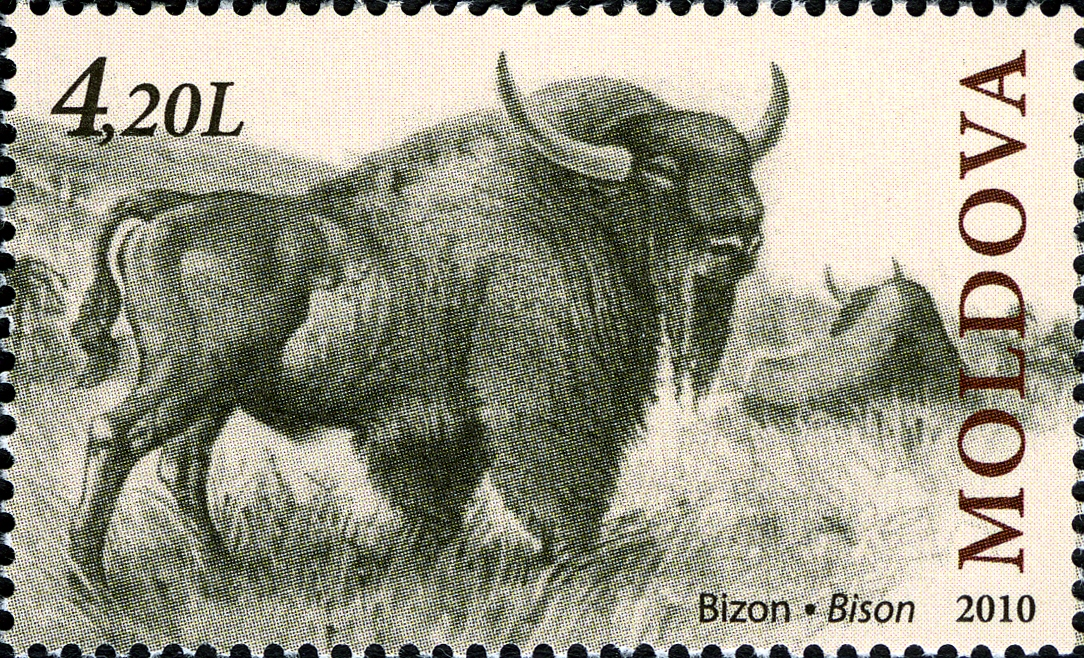
Bizon stepní na známce Moldavska z roku 2010
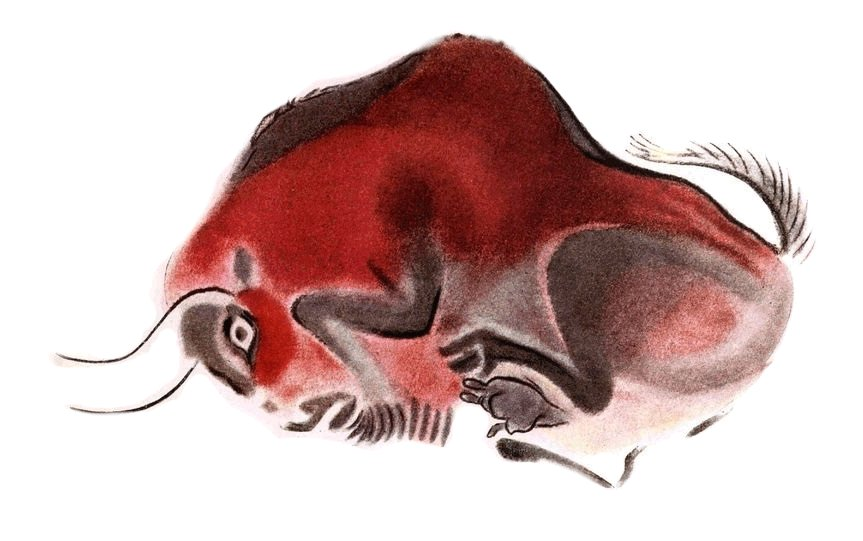
Malba bizona z jeskyně Altamira